# Louis Antoine de Bougainville
‎
Louis-Antoine, comte de Bougainville, francoski admiral, raziskovalec in pomorščak, * 12. november 1729, Pariz, Francija, † 31. avgust 1811, Pariz. 
Sodobnik britanskega raziskovalca Jamesa Cooka je sodeloval v sedemletni vojni v Severni Ameriki in ameriški revolucionarni vojni proti Veliki Britaniji. Bougainville je zaslovel s svojimi odpravami, ko je med letoma 1766 in 1769 vodil prvo uspešno francosko odpravo, ki je obplula Zemljo. Po njem se imenuje Bougainvillov otok, Papuanska Nova Gvineja, največji otok Salomonovega otočja, rastlina Bugenvilija (Bougainvillea) ter trinajst različnih francoskih ladij.
Bil je med ustanovnimi člani Urada za dolžine (Bureau des longitudes) leta 1795.